# Holloway, Luân Đôn
Holloway là một quận nội thành thuộc Khu Islington của Luân Đôn, nằm cách 3,8 dặm (6,1 km) về phía bắc Charing Cross và phần lớn con đường Holloway (đường A1). Ngay tại trung tâm Holloway là khu Nag's Head. Đây là nơi cư trú của các thành phần dân tộc rất đa dạng, và là một trong những khu vực đông đúc đất tại Luân Đôn, Anh.
Câu lạc bộ bóng đá Arsenal, sau 93 năm đóng tại Highbury, đã di chuyển đến sân vận động mới tại Ashburton Grove ở Holloway. Sân vận động mở cửa vào mùa hè năm 2006, với sức chứa 60.355 chỗ ngồi, khiến đây trở thành sân vận động lớn thứ hai tại Giải bóng đá Ngoại hạng Anh sau Old Trafford; đồng thời là sân vận động lớn thứ ba tại Luân Đôn, sau Wembley và Twickenham. Tổng chi phí cho dự án xây dựng là 430 triệu bảng Anh.